# Hotelboy Ed Martin
Hotelboy Ed Martin ist ein deutscher Spielfilm aus dem DEFA-Studio für Spielfilme von Ernst Kahler und Karlheinz Bieber aus dem Jahr 1955 nach dem Schauspiel Merry-Go-Round von Albert Maltz aus dem Jahr 1932.

## Handlung
Anfang der 1930er Jahre arbeitet Ed Martin als Etagenboy in einem amerikanischen Hotel und tritt gerade seinen Dienst an, als am Tableau die Zimmernummer 381 aufleuchtet. Während Ed Martin zu dem Zimmer geht, um sich nach den Wünschen des Gastes zu erkundigen, stellt ein Kollege fest, dass das Hotel ein Tummelplatz für Gangster geworden ist. Das wird sich umgehend bestätigen, denn nachdem Ed die Bestellung entgegengenommen hat und das Hotelzimmer wieder verlassen will, steht ein Mann in der Tür und schießt unvermittelt auf den Hotelgast, der sofort tot ist. Auch Ed hat einen Streifschuss abbekommen, der ihn zusammenbrechen lässt. Der Schütze geht zu dem toten Gast, nimmt einige Papiere aus dessen Tasche und verschwindet.
Ed Martin kommt in Untersuchungshaft, da er als Zeuge vernommen werden muss. Während der Vernehmung durch den Polizeikommissar, in Anwesenheit des Oberstaatsanwalts, behauptet Ed, nichts von dem Geschehen mitbekommen zu haben, denn er hat Angst, von dem Mordschützen selbst umgebracht zu werden, wenn er aussagt. Erst unter Druck und der Zusicherung beschützt zu werden unterstützt er den Kommissar in seiner Absicht die Verbrechen in der Stadt zu bekämpfen und sagt aus. Er identifiziert auf einer Fotografie den Ganoven Zelli als Mörder und die Verantwortlichen der Stadt beschließen, alles zu tun, um diesen publikumswirksam seiner gerechten Strafe zuzuführen. Doch die Gangsterbande ist bereits ebenfalls aktiv und schickt einen Brief an Frau Martin, in dem Ed gedroht wird, ihn umzubringen, wenn er den Schützen bei der Gegenüberstellung identifiziert, was Ed aber tut, da er das Schreiben nicht kennt. Anschließend kann er nach Hause gehen, wo er von seiner Frau die Drohung zu lesen bekommt und dazu noch erfährt, dass ihm im Hotel gekündigt wurde. Deshalb beschließen beide die Stadt zu verlassen und zu Eds Bruder nach New York City zu ziehen.
Zelli wird verhaftet und soll kurzfristig vor ein Gericht gestellt werden. Doch er lässt sich einen Termin beim Oberstaatsanwalt Anderson geben, an den er die Forderung stellt, den Gerichtstermin fallen und ihn freizulassen. Als Druckmittel zeigt er Anderson mehrere Kopien von Papieren, die für die Verantwortungsträger der Stadt gefährlich werden können, da sie deren kriminelle Verflechtungen mit Gangstern beweisen. Die Kopien hat sein Bruder in das Büro gebracht und es sind genau die Papiere, die dem Toten im Hotel entwendet wurden. Das erfordert eine neue Betrachtungsweise des Falles und deshalb wird Ed Martin erneut zu einem Gespräch gebeten. Hier teilt ihm der Bürgermeister mit, dass er nicht mehr als Zeuge vor Gericht aussagen muss, begrüßt den Beschluss der Martins in eine andere Stadt zu ziehen und verspricht, ihm für die dortige Arbeitssuche eine Empfehlung zu schreiben. Der Boss einer über alles stehenden städtischen Organisation, empfängt anschließend gemeinsam mit dem Bürgermeister den Bruder und die Freundin Zellis, die beide dessen sofortige Freilassung fordern, da sonst die Papiere veröffentlicht werden. Der Boss gibt zu bedenken, dass das nicht so einfach ist, da der Fall bereits überall bekannt ist, lässt sich aber auf Grund der Beweislast überzeugen. Während die Freundin und der Bruder Zellis wieder gehen, betritt der Richter MacMurray den Raum und der Boss befiehlt ihm, Zelli am nächsten Tag aus Mangel an Beweisen freizusprechen, was dieser ablehnt, weil es seinem Sinn für Gerechtigkeit widerstrebt. Deshalb wird er entlassen und der Boss beruft seinen Neffen Lenni zum neuen Richter. Diese Berufung wird am Abend gemeinsam mit der Freilassung Zellis auf einer großen Party gefeiert, bei der auch der Bürgermeister anwesend ist. Da die Angelegenheit inzwischen aber sehr viel Staub aufgewirbelt hat, muss auf jeden Fall ein neuer Mörder gefunden und umgehend verhaftet werden, damit die Meldung noch in die Morgenzeitungen des nächsten Tages kommt. Der Polizeikommissar nimmt diesen Befehl mit Widerwillen entgegen, will ihn aber ausführen. Der Assistent des Oberstaatsanwalts hat die Idee, Ed Martin als Mörder anzuklagen, denn der war zur Tatzeit im Zimmer des Ermordeten.
Ed Martin und seine Frau sind beim Packen ihrer Sachen, als ein Postbote ihm die versprochene Beurteilung des Bürgermeisters zustellt. Kurze Zeit später klingelt es erneut an der Tür und Ed wird ohne Begründung ins Polizeihauptquartier abgeholt. Hier wird er während einer Vernehmung so lange verprügelt, bis er ein Geständnis unterschreibt und anschließend bewusstlos wird. Der gerufene Arzt muss ihm eine Spritze zur Stabilisierung der Herztätigkeit geben und verlangt, dass der Patient in ein Krankenhaus eingeliefert wird, da es sonst nicht sicher ist, ob er den Prozess überleben kann. Der Polizeibeamte Quinn bekommt den Befehl, Ed Martin in das Krankenhaus zu begleiten und dafür zu sorgen, dass keiner zu ihm vordringen kann. Der behandelnde Arzt Dr. König, der Ed Martin helfen will, findet aber einen Weg, den bekannten Rechtsanwalt Harry Berger zu Eds Unterstützung in das Krankenzimmer zu schleusen, indem er diesen als Arzt ausgibt. Die Befürchtungen Eds, einen Anwalt nicht bezahlen zu können, werden zerstreut, da es Berger nur um die Bekämpfung der kriminellen Machenschaften der städtischen Führung geht und Ed ist auch sofort bereit, sein erzwungenes Geständnis zu widerrufen.
Für den Boss und die Mitglieder seiner Organisation bedeutet diese Entwicklung eine große Gefahr, da Wahlen bevorstehen, die sie verlieren könnten. Also muss das Geständnis Ed Martins bestätigt werden und die Vorgehensweise wird auch gleich festgelegt. Der inzwischen wieder in seine Gefängniszelle verlegte Ed wird eines Morgens erhängt aufgefunden und dieser Mord durch Polizisten wird als Selbstmord ausgelegt, was einem Geständnis gleichkommt. Die Wahlen werden gewonnen und die alten korrupten Führungskräfte bleiben an der Macht.

## Produktion und Veröffentlichung
Hotelboy Ed Martin wurde als Schwarzweißfilm gedreht und hatte seine feierliche Doppelpremiere am 11. März 1955 in den Berliner Kinos DEFA-Filmtheater in der Kastanienallee und Babylon. Vom Fernsehzentrum Berlin (Adlershof) wurde der Film am 13. März 1955 gesendet.

## Kritiken
In der Berliner Zeitung bemerkte Hans Ulrich Eylau: 

„Man hat In der Rekordzeit von sechzehn Drehtagen – welcher Rekord dem mustergültigen Eingespieltsein des Ensembles in erster Linie zu danken ist – einen Film hergestellt, der keiner ist. Man hat einen der erregendsten, aktuellsten Filmstoffe der letzten Zeit – denn das wäre der „Ed Martin“ bei sachgemäßer Bearbeitung ohne Frage gewesen – weit unter seinem Wert vergeben, ja verschenkt.“

Das Lexikon des internationalen Films schreibt, dass es sich um eine kammerspielartig dargebotene Übernahme einer Inszenierung des Deutschen Theaters Berlin handelt, die aber filmisch nicht ergiebig umgesetzt werden konnte.